# دموع فينيس (رواية)
دموع فينيس رواية من تأليف علي طه النوباني صدرت في العاصمة الأردنية عمان (مدينة) عام 2017 عن دار البيروني للنشروالتوزيع.
تدور أحداث الرواية في مدينة جرش الأردنية بشكل رئيسي. أما زمنياً فتدور أحداثها في فترتين زمنيتين يفصل بينهما ألفا عام، الفترة الرومانية والزمن الحالي، وتشتبك الرواية مع قضايا فكرية وإنسانية حرجة مثل: الدين والإرهاب، الحب والجنس، وحقوق الإنسان، وغير ذلك.